# ناتزانو
ناتزانو (به ایتالیایی: Nazzano) یک منطقهٔ مسکونی در ایتالیا است که در استان رم واقع شده‌است.

## خصوصیات
ناتزانو ۱۲٫۲ کیلومترمربع مساحت و ۱٬۴۳۷ نفر جمعیت دارد و ۲۰۲ متر بالاتر از سطح دریا واقع شده‌است.

## خواهرخوانده
شهر یاش خواهرخواندهٔ ناتزانو هست.